# Княжество Молдова
Княжество Молдавия, Княжество Молдова или Молдовското княжество е държавно образувание просъществувало на територията на историческа Молдова, Бесарабия и Буковина през XIV-XIX век. Исторически е свързано със съседните Влашко и Трансилванско княжество.
Средновековните исторически източници наричат княжеството „Черна Влахия“ (Μαυροβλαχία), а българските и османски източници – Богданско, по името на първия исторически засвидетелстван владетел на тези земи – Богдан I.
През 1861 г., по силата на решение на Цариградската конференция, княжеството ведно със съседното Влашко формират обединено княжество Влашко и Молдова.

## Име
Първото име на региона е Богдания, тъй като е кръстено на Богдан I, основателят на Молдова. Имената „Молдова“ или „Молдавия“ идват от името на река Молдова, но точната етимология не е изяснена. Съществуват няколко версии:
- от латинското „mollis Davia“. Това означава „блага Дакия“ и е свързано с плодородността на земята.
- дако-румънското „Molte-dava“ („много градове“), но това не следва звуковите промени, които биха накарали „в“ да изчезне.
- старогерманското „Molde“.
- славянска етимология („-ова“ е често срещан суфикс в славянските езици).

## Териториален обхват
Молдовското княжество е включвало земите на Подолието, Буджак и Буковина, които се намират на територията на днешна Молдова, Украйна и Румъния. На изток територията на Княжеството е била ограничена до Днестър, гранична изпърво със Златната орда, а след това – с Полша, Украйна, и в течение на времето и с Руската империя, като източната граница се простира по река Днестър до устието на реката.
В южната и югоизточната си част, Княжеството за кратко време граничи с Черно море, но след това стратегическото пространство е овладяно от съседните големи страни. На юг е границата с Влашко, а по-сетне и с Османската империя – по река Килия на делтата на Дунав, след което се простира по протежение на реките Дунав, Сирет и Милков. На запад границата със съседна Трансилвания, респективно Унгария, преминава по билото на Карпатите, а на север е границата с Полша, която никога не е била твърдо установена.
След като Руската империя овладява Бесарабия до 1812 г. Княжество Молдова е разделено на три части: долна Молдавия, горна Молдавия и Бесарабия, а след Парижкия мирен договор от 1856 г. една тясна ивица земя осигурява връзката на възникналата Румъния с Черно море.
Населението на средновековното княжество е смесено – власи, русини, немци, евреи, българи, унгарци, украинци, руснаци, цигани и др.
Центърът на Долна Молдова е град Яш, където до днес се съхраняват мощите на Петка Българска.

## Предистория
В началото на нашата ера земите на Молдова остават за времето на образуване на римската провинция Дакия гранични със степите.
По всяка вероятност земите на бъдещото княжество попадат още в началото на територията на Първата българска държава. По времето на Втората българска държава поне южната част на Молдова е част от нея. Североизточна Молдова е част от Киевска Рус, а сетне територията между реките Днестър и Прут е за кратко под контрола на Галицко-Волинското княжество. През втората половина на XIII и първата половина на XIV век, тази територия е част от Златната орда, която владее цялата територия на северното причерноморие до Карпатите.
Драгош (войвода) през 40-те години на 14 век успява да изтласка татарите от Златната орда от тези земи и Молдавия попада под властта на унгарските крале. Унгарците управляват тази територия като унгарска саска марка с помощта на неговите наследници от Марамуреш за кратко, докато не се създава княжеството.
През 1359 г. Богдан I вдига бунт срещу унгарското управление на областта от унгарския крал Лайош I, сваляйки Балк като наместник. Политическата борба на Молдова срещу Кралство Унгария продължава до 1365 г., когато княжеството е признато за самостойно от унгарския крал. Първият му главен град става Сирет.